# Olympische Jugend-Sommerspiele 2018/Teilnehmer (Luxemburg)
| Gelbes Symbol für Goldmedaillen mit stilisierten Olympischen Ringen | Graues Symbol für Silbermedaillen mit stilisierten Olympischen Ringen | Braundes Symbol für Bronzemedaillen mit stilisierten Olympischen Ringen |
| ------------------------------------------------------------------- | --------------------------------------------------------------------- | ----------------------------------------------------------------------- |
| —                                                                   | 1                                                                     | —                                                                       |

Luxemburg nahm an den Olympischen Jugend-Sommerspielen 2018 in Buenos Aires mit zehn Jugendlichen (sieben Athletinnen und drei Athleten) teil.

## Medaillen

### Medaillenspiegel
Die Angabe der Anzahl der Wettbewerbe bezieht sich auf die mit luxemburgischer Beteiligung.
| Rang   | Sportart | Goldmedaille – Olympiasieger | Silbermedaille – 2. Platz | Bronzemedaille – 3. Platz | Gesamt | Wettbewerbe |
| ------ | -------- | ---------------------------- | ------------------------- | ------------------------- | ------ | ----------- |
| 1      | Radsport | —                            | 1                         | —                         | 1      | 2           |
| Gesamt | Gesamt   | —                            | 1                         | —                         | 1      |             |

### Medaillengewinner

#### Silber
| Name                           | Sportart | Wettkampf   |
| ------------------------------ | -------- | ----------- |
| Nicolas Kess & Arthur Kluckers | Radsport | Kombination |

## Teilnehmer nach Sportarten

### Leichtathletik
Laufen und Gehen
| Athleten     | Wettbewerb           | 1. Durchgang | 1. Durchgang | 2. Durchgang | 2. Durchgang | Gesamt | Gesamt | Rang |
| Athleten     | Wettbewerb           | Zeit         | Rang         | Zeit         | Rang         | Zeit   | Rang   | Rang |
| ------------ | -------------------- | ------------ | ------------ | ------------ | ------------ | ------ | ------ | ---- |
| Mädchen      |                      |              |              |              |              |        |        |      |
| Fanny Arendt | 800 m                | 2:16,30 min  | 15           | 2:13,64 min  | 13           | –      | –      | 13   |
| Lena Kieffer | 1500 m mit Crosslauf | 4:43,97 min  | 14           | 14:36 min    | 13           | –      | –      | 15   |

### Radsport

#### Kombination
| Jungen                       |              |    |           |           |    |              |              |              |               |           |           |               |               |               |               |    |     |        |
| Nicolas Kess Arthur Kluckers | 8:30,59 min  | 2  | 80        | 1:32:39 h | 35 |              | 1:45,891 min | 16           | Achtelfinale  |           | 16:51 min | 6             | 19:35 min     | 3             | 65            | 50 | 276 | Silber |
| Nicolas Kess Arthur Kluckers | 8:30,59 min  | 2  | 80        | 1:30,58 h | 2  | 80           | 1:47,831 min | 22           | Viertelfinale | 1         | 17:16 min | 8             | 20:18 min     | 18            |               |    | 276 | Silber |
| Mädchen                      |              |    |           |           |    |              |              |              |               |           |           |               |               |               |               |    |     |        |
| Nina Berton Laetitia Maus    | 10:31,60 min | 18 |           | 1:43:05 h | 33 |              | 2:02,466 min | 18           | Achtelfinale  |           | 16:40 min | 12            | ausgeschieden | ausgeschieden | ausgeschieden | 0  | 0   | 19     |
| Nina Berton Laetitia Maus    | 10:31,60 min | 18 | 1:42,39 h | 29        |    | 2:08,337 min | 25           | Achtelfinale |               | 17:20 min | 14        | ausgeschieden | ausgeschieden | ausgeschieden | 0             |    | 0   | 19     |

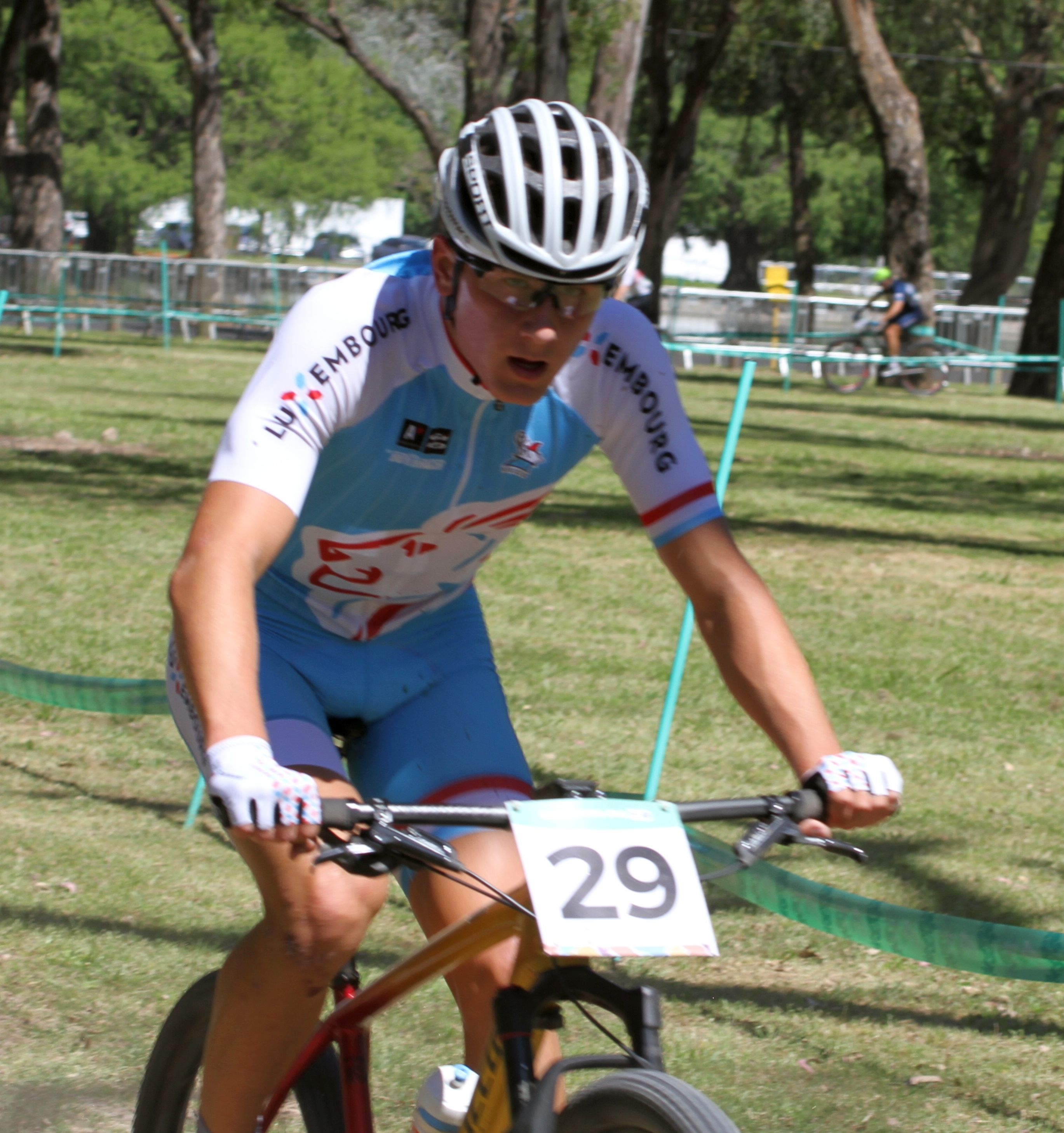
Nicolas Kess bei der XCC Qualification
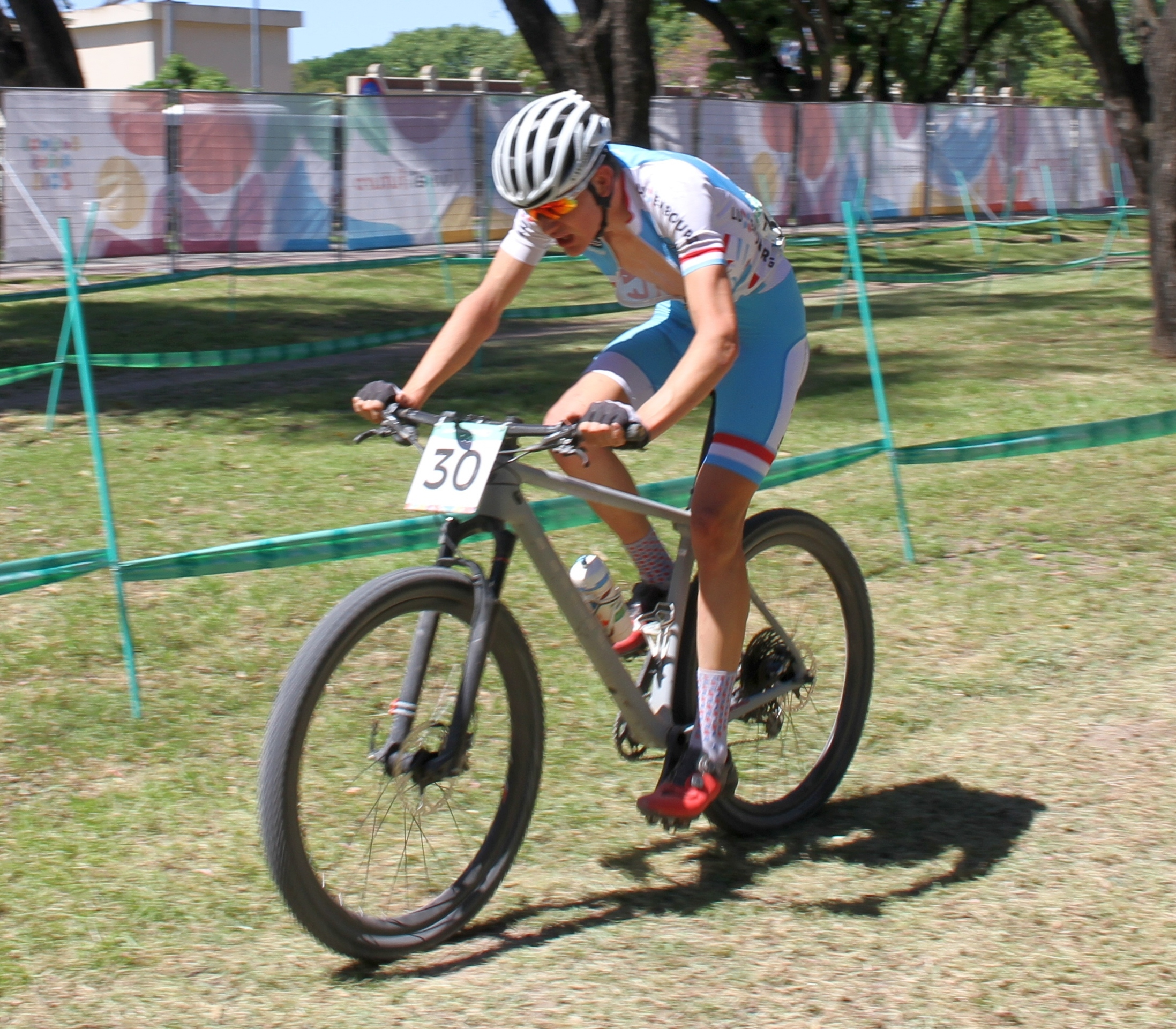
Arthur Kluckers bei der XCC Qualification

### Schwimmen
| Athleten           | Wettbewerb     | Vorlauf     | Vorlauf | Halbfinale    | Halbfinale    | Finale        | Finale        | Rang |
| Athleten           | Wettbewerb     | Zeit        | Rang    | Zeit          | Rang          | Zeit          | Rang          | Rang |
| ------------------ | -------------- | ----------- | ------- | ------------- | ------------- | ------------- | ------------- | ---- |
| Jungen             |                |             |         |               |               |               |               |      |
| Bob Sauber         | 100 m Freistil | 53,59 s     | 36      | ausgeschieden | ausgeschieden | ausgeschieden | ausgeschieden | 36   |
| Bob Sauber         | 200 m Freistil | 1:55,50 min | 30      | –             | –             | ausgeschieden | ausgeschieden | 30   |
| Mädchen            |                |             |         |               |               |               |               |      |
| María Pérez García | 50 m Freistil  | 27,57 s     | 34      | ausgeschieden | ausgeschieden | ausgeschieden | ausgeschieden | 34   |
| María Pérez García | 100 m Freistil | 1:00,60 min | 40      | ausgeschieden | ausgeschieden | ausgeschieden | ausgeschieden | 40   |

### Tennis
| Athleten                          | Wettbewerb | Vorrunde                     | Vorrunde       | Achtelfinale                           | Achtelfinale    | Viertelfinale          | Viertelfinale   | Halbfinale    | Halbfinale    | Finale        | Finale        | Rang |
| Athleten                          | Wettbewerb | Gegner                       | Ergebnis       | Gegner                                 | Ergebnis        | Gegner                 | Ergebnis        | Gegner        | Ergebnis      | Gegner        | Ergebnis      | Rang |
| --------------------------------- | ---------- | ---------------------------- | -------------- | -------------------------------------- | --------------- | ---------------------- | --------------- | ------------- | ------------- | ------------- | ------------- | ---- |
| Mädchen                           |            |                              |                |                                        |                 |                        |                 |               |               |               |               |      |
| Eléonora Molinaro                 | Einzel     | Iga Świątek                  | 1:6, 4:6       | ausgeschieden                          | ausgeschieden   | ausgeschieden          | ausgeschieden   | ausgeschieden | ausgeschieden | ausgeschieden | ausgeschieden | 17   |
| Eléonora Molinaro Francesca Curmi | Doppel     | Clara Burel Diane Parry      | 4:6, 6:3, 5:10 | ausgeschieden                          | ausgeschieden   | ausgeschieden          | ausgeschieden   | ausgeschieden | ausgeschieden | ausgeschieden | ausgeschieden | 17   |
| Mixed                             |            |                              |                |                                        |                 |                        |                 |               |               |               |               |      |
| Eléonora Molinaro Jesper de Jong  | Doppel     | Margaryta Bilokin Yankı Erel | 6:1, 6:3       | Elisabetta Cocciaretto Lorenzo Musetti | 4:6, 6:2, 12:10 | Lulu Sun Damien Wenger | 4:6, 6:3, 10:12 | ausgeschieden | ausgeschieden | ausgeschieden | ausgeschieden | 5    |

### Triathlon
| Athleten                                                          | Wettbewerb | Zeit      | Rang |
| ----------------------------------------------------------------- | ---------- | --------- | ---- |
| Mädchen                                                           |            |           |      |
| Eva Daniels                                                       | Einzel     | 59:49 min | 4    |
| Mixed                                                             |            |           |      |
| Eva Daniels Andreas Carlsson Barbara de Koning Baptiste Passemard | Staffel    | DNF       | –    |